# Stienitzsee
Der Stienitzsee (zur Abgrenzung zum Kleinen Stienitzsee auch Großer Stienitzsee) liegt im Gemeindegebiet des Rüdersdorfer Ortsteils Hennickendorf bei Berlin. Er ist als Landeswasserstraße klassifiziert.

## Naturräumliche Lage und Entstehung
Der Stienitzsee liegt im südlichen Bereich des an das Warschau-Berliner Urstromtal angrenzenden Barnimplateaus. Er ist Teil einer aus subglazialen Entwässerungsbahnen entstandenen eiszeitlichen Rinnenseekette vom Straussee bis zum Flakensee, die vom Rüdersdorfer Mühlenfließ durchflossen wird. Einen zweiten Zufluss von Norden bildet der das Annatal entwässernde Stranggraben. In Rinnental des Mühlenfließes herrschen fein-, mittel- und grobkörnige Sande mit schwach kiesigen bis kiesigen Lagen vor.
Der 3,177 km lange und bis zu 959 m breite See erstreckt sich in Nordost-Südwest-Richtung und wird durch eine Engstelle im südwestlichen Bereich in zwei Becken geteilt. Die mit 14,5 Metern tiefste Stelle findet sich im nordöstlichen Bereich. Der Stienitzsee ist ein kalkreicher, geschichteter See mit einem relativ großen Einzugsgebiet von 116 km². Das südöstliche Ufer ist überwiegend bebaut, während das nordwestliche Ufer von Wäldern bestanden ist. An der Nordostspitze liegt der zur Gemeinde Rüdersdorf gehörende Ort Hennickendorf.

## Trophische und chemische Charakteristik
Der Steckbrief nach der EG-Wasserrahmenrichtlinie bescheinigt dem Stienitzsee 2017 einen ökologischen Zustand von 4 (= „unbefriedigender Zustand“; Umweltziel der WRRL wird deutlich verfehlt) auf einer fünfstufigen Skala. Die Qualitätskomponenten Makrophyten/Diatomeen und Phytoplankton weisen ebenfalls den Wert 4 auf. Der chemische Zustand wird mit 3 (= „mäßiger Zustand“; Umweltziel der WRRL wird knapp verfehlt) bewertet. Noch im Jahr 2009 waren die Werte jeweils eine Stufe besser. Der LAWA-Trophieindex lag 2016 bei 2,7. Damit war der See schwach eutroph.

## Etymologie
Der Name des Sees wird vom altpolabischen „Studenica“ (von „studen“; deutsch: „kalt“) abgeleitet. Aus dem 1231 erwähnten „Studenitz“ entstand über „Stünitz“ schließlich „Stienitz“.

## Geschichte und Nutzung

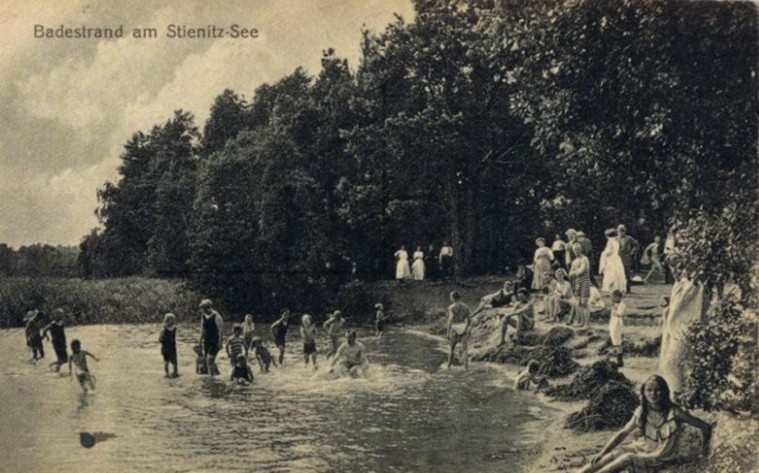
Badestrand am Stienitzsee, um 1920

Im Jahre 1858 ließ die Gemeindeverwaltung den Seespiegel um 2,5 Meter absenken, damit die dort entdeckten Tonvorkommen erschlossen und über die südliche Wasserstraße per Schiff hin zur Spree abtransportiert werden konnten. Im nördlichen Teil entstanden dadurch Nasswiesen (die sogenannten Gummiwiesen) und ein Erlenbruchwald. Direkt am Nordufer wurde ein ca. 500 m langer Brettersteg angelegt. Die Tonvorkommen waren bis 1975 aufgebraucht.
Direkt am See befindet sich seit dem Beginn des 20. Jahrhunderts ein Strandbad mit Sandstrand, Sportmöglichkeiten und Gastronomie.
Seit den späten 1990er Jahren haben sich am und um den Stienitzsee (Rüdersdorf, Hennickendorf, Fredersdorf-Vogelsdorf u. a.) mindestens 10 Restaurants etabliert.
Der See ist ein offizielles Angelgewässer (Nr. VF 09-01) und mit folgenden Fischarten besetzt: Aale, Barsche, Brassen, Güster, Hechte, Karpfen, Rotaugen, Rotfedern, Welse und Zander.